# Park Hye-won
Pour les articles homonymes, voir Park.
Dans ce nom coréen, le nom de famille, Park, précède le nom personnel.
Park Hye-won, née le 15 août 1983, est une patineuse de vitesse sur piste courte sud-coréenne.
Elle est sacrée championne olympique en relais 3 000 m aux Jeux d'hiver de 2002 à Salt Lake City.